# Ernesto Sanz
Ernesto Ricardo Sanz (San Rafael, 9 de diciembre de 1956) es un abogado y dirigente político argentino. Fue senador nacional y dos veces presidente del Comité Nacional de la Unión Cívica Radical.
Está casado con Cristina Bessone y tiene dos hijos. Desempeñó hasta el 10 de diciembre de 2015 su segundo mandato como Senador Nacional por la Provincia de Mendoza. Su actividad política comenzó en 1982 con el advenimiento de la democracia en Argentina, cuando fue elegido presidente de la Juventud Radical en San Rafael entre los años 1983 y 1985. Hasta 1987 fue delegado al Comité Nacional de la Juventud Radical por la Provincia de Mendoza. En 1991 fue elegido por primera vez en el cargo de Presidente del partido en el Departamento de San Rafael, cargo al que fue reelecto entre 1997 y 1999. En 2002 fue designado Delegado al comité Nacional, siendo electo en 2009 como Presidente del Comité Nacional de la Unión Cívica Radical. En enero de 2011, Sanz ratificó su precandidatura a la Presidencia de la Nación por su partido, a dirimir en internas abiertas el día 30 de abril ese mismo año con Ricardo Luis Alfonsín. Tras ser elegido para dirigir a su partido a fines de 2013, en 2015 trabajó en una nueva precandidatura para la presidencia argentina. 
Hasta diciembre de 2010, fue miembro del Consejo de la Magistratura, siendo uno de los representantes por el Honorable Senado de la Nación. En enero de 2011 anunció su precandidatura a la Presidencia de la Nación, aunque luego declinó su candidatura a mediados de año. En 2013 inaugura el movimiento Argentina Futura; este espacio se denominó Somos el cambio y es donde se desarrollaron sus propuestas programáticas para la campaña presidencial de 2015, habiendo perdido la precandidatura ante Mauricio Macri tras aliarse con él.[cita requerida]
Pese a ello, actualmente es considerado como uno de los principales referentes del radicalismo dentro de Cambiemos.[cita requerida]

## Biografía
Ernesto Ricardo Sanz nació el 9 de diciembre de 1956 en San Rafael, Mendoza. Cursó Abogacía en la Universidad Nacional del Litoral.

### Senador provincial en Mendoza
Fue elegido Senador Provincial para el período 1993-1999, siendo el presidente de bloque desde 1995 hasta el final de su mandato

### Intendente de San Rafael
Entre 1999 y 2003 fue intendente del departamento de San Rafael siendo criticado severamente por la concesión de préstamos y beneficios para el sector vitivinícola.
Sanz fue denunciado por haber beneficiado como intendente entre los años 2000 y 2001 a una empresa conservera con un préstamo de 400 mil pesos, a pesar de que la misma tenía un capital nominal de solo 15 mil pesos y de que había acumulado más de 600 cheques rechazados; la misma estaba vinculada familiarmente a uno de los abogados de Sanz. Por esta causa fue denunciado por los delitos de violación de los deberes de funcionario público (artículo 248 del Código Penal) y malversación de caudales públicos agravada (artículos 260 y 261 del Código Penal). Para entregar los préstamos, se estima que el municipio perdió casi un millón y medio de dólares en esta irregularidad. Esta supuesta irregularidad se produjo debido a que los créditos fueron otorgados por la intendencia, antes de que se formaran tales organismos.

### Senador nacional por Mendoza
Sanz inició su primer mandato en diciembre de 2003, integrando las comisiones de Presupuesto y Hacienda, Parlamentaria Mixta Revisora de Cuentas de la Administración (ambas como Vicepresidente) y de Asuntos Constitucionales, Economía Nacional e Inversión, Parlamentaria y comisión Bicameral Permanente de Trámite Legislativo Ley 26.122 y Comisión de Presupuesto y Hacienda, en rol de vocal.
En 2009 se presentó a las elecciones legislativas para ser reelecto como senador a través del partido Alianza Frente Cívico Federal UCR-confe, con el apoyo explícito del Vicepresidente de la Nación Julio Cobos. Fue miembro del Consejo de la Magistratura entre el año 2006 a 2010, siendo uno de los representantes del bloque de la UCR en el Senado de la Nación.
La Comisión de Acusación y Disciplina había desestimado el dictamen de Sanz, de enviarlo a juicio político. en idéntico sentido se pronunció el presidente del Consejo de la Magistratura y representante de la Justicia, Luis María Bunge Campos, que votó en contra y por la desestimación de la denuncia, que había votado una semana antes la Comisión de Acusación y Disciplina. Tras la insistencia de Ernesto Sanz, para lograr la separación de Faggionato, esta fue avalada por los consejeros de la Unión Cívica Radical Oscar Aguad y Sanz, quien había solicitado el juicio político. Federico Faggionatto acusó a Roberto Segovia, diciendo que habría "cooptado voluntades" en el Consejo de la Magistratura para que lo suspendieran.
Al respecto sería citado a declaración testimonial en la Justicia federal para que aclare si cobró o no una coima de USD 200 mil para destituir al juez Federico Faggionato Márquez, en 2010, como denunció como arrepentido Ibar Pérez Corradi.
| Comisión                                                       | Cargo              |
| -------------------------------------------------------------- | ------------------ |
| Parlamentaria conjunta argentino-chilena                       | Presidente titular |
| Asuntos Constitucionales                                       | Vocal              |
| Justicia y Asuntos Penales                                     | Vocal              |
| Presupuesto y Hacienda                                         | Vocal              |
| Economía Nacional e Inversión                                  | Vocal              |
| Parlamentaria mixta revisora de cuentas                        | Vocal              |
| Administradora de la biblioteca del congreso de la nación      | Vocal              |
| Control Operatorias Relac.con Lavado de Dinero de Narcotráfico | Miembro            |
| Unidad de Enlace Parlamento Del Mercosur                       | Miembro Suplente   |

### Elecciones de 2007 a gobernador de Mendoza
Ernesto Sanz fue candidato a vicegobernador, acompañando a Roberto Iglesias en la Lista 3 de la UCR de Mendoza, en oportunidad de las elecciones de octubre de 2007. El eslogan de esta campaña fue "Volvemos por Mendoza". La fórmula Iglesias-Sanz obtuvo el 9,8% de los votos, quedando en cuarto lugar, detrás del PJ, la Concertación y el Partido Demócrata de Omar De Marchi.[cita requerida]

### La reunificación radical de Mendoza
En vistas a consolidar su candidatura a la reelección como senador nacional por Mendoza en 2009, Sanz comenzó a gestar un acuerdo con el cobismo para que la UCR y el CONFE
 afirmó que "Para recuperar Mendoza, la UCR debe compartir el mismo espacio con Cobos". Sanz anunció una alianza en Mendoza que incluía al panradicalismo formado por Carrió, López Murphy, Stolbizer (...). Finalmente, en septiembre de 2010 se disuelvo el CONFE (partido que Cobos había creado para competir en la Concentración Plural en 2007) y sus padrones fueron absorbidos por la UCR del distrito.

### Presidente Comité Nacional de la Unión Cívica Radical
Es elegido en 2009 como presidente del Comité Nacional de la Unión Cívica Radical. Fue sucedido en diciembre del 2011 por Mario Domingo Barletta.
Nuevamente, el 14 de diciembre de 2013, Sanz fue proclamado por unanimidad presidente del comité nacional de la Unión Cívica Radical, en el plenario de delegados realizado en la sede partidaria porteña. [cita requerida]

### Precandidatura presidencial de 2011
Empezado el 2011, el senador Sanz ratificó públicamente su precandidatura a la presidencia de la Nación por la Unión Cívica Radical. Sanz anunció su precandidatura desde la ciudad de Villa Ramallo, donde llegó invitado por el intendente ramallense Ariel Santalla. Tres semanas después de dicho anunció, solicitó la licencia de su rol partidario para dedicarse a la promoción de su candidatura, la cual - por resolución de la Mesa Directiva del Comité Nacional de la UCR - sería dirimida el 30/04/2011 en internas abiertas.
El gobernador de Santa Fe, Hermes Binner, se sentía mucho más cercano al precandidato Ricardo Alfonsín, frente a lo cual Sanz se mostró molesto. El 29 de marzo, sin embargo, Sanz anunció que abandonaba la competencia que él mismo había pedido semanas atrás. Ricardo Alfonsín, quien se convirtió automáticamente en el candidato oficial de la UCR, pidió públicamente disculpas a toda la militancia que venía trabajando para esta elección.[cita requerida] Ricardo Alfonsín quedó tercero en las elecciones, detrás de Binner y la reelecta Cristina Fernández de Kirchner.

### Precandidatura a presidente de la Nación de 2015
En 2014 anunció su segunda precandidatura presidencial, a lo cual Alfonsín indicó que Sanz debería pedir licencia en el cargo de presidente de la UCR por ser también uno de los precandidatos a presidente.
El 3 de octubre, Sanz lanzó su precandidatura en el estadio porteño Luna Park, representando al Frente Amplio UNEN. Por varios inconvenientes orgánicos, UNEN terminó fracasando, y Sanz fue acercándose al macrismo.

#### Acuerdo electoral con el PRO
En la convención radical del 14 de marzo de 2015 de Gualeguaychú (Entre Ríos), Sanz y Cobos expusieron sus propuestas: Cobos proponía un frente de partidos de centroizquierda, mientras que Ernesto Sanz propuso que la Unión Cívica Radical liderase una coalición opositora al kirchnerismo para las elecciones presidenciales del 25 de octubre, que incluya a la Coalición Cívica ARI que lidera Elisa Carrió y el Propuesta Republicana (PRO) de Macri.
Cobos, apoyado por Morales y el diputado Alfonsín, obtuvo 114 votos, mientras que la postura sostenida por quienes respaldaron a Sanz, alcanzó los 186 votos.[cita requerida]
Finalmente, se aprobó la coalición electoral con el PRO, y también con la Coalición Cívica ARI. Ernesto Sanz compitió en las elecciones PASO del 9 de agosto con el jefe de gobierno Mauricio Macri de la Ciudad de Buenos Aires y la diputada Elisa Carrió para las presidenciales de octubre en el frente Cambiemos. Su candidato a vicepresidente fue Lucas Llach. Sanz perdió la elección interna, ganada por Macri, quien luego sería electo Presidente en la segunda vuelta.

## Elecciones

### Elecciones Primarias de Cambiemos 2015
| Partido o alianza | Partido o alianza | Precandidato a presidente | Precandidato a vicepresidente | Votos al candidato | %     | Votos totales | % (de votos válidos) |
| ----------------- | ----------------- | ------------------------- | ----------------------------- | ------------------ | ----- | ------------- | -------------------- |
|                   | Cambiemos         | Mauricio Macri            | Gabriela Michetti             | 5.523.413          | 81,33 | 6.791.278     | 28,57                |
| Ernesto Sanz      | Cambiemos         | Lucas Llach               | 753.825                       | 11,10              |       | 6.791.278     | 28,57                |
| Elisa Carrió      | Cambiemos         | Héctor Flores             | 514.040                       | 7,57               |       | 6.791.278     | 28,57                |
| Fuente:           |                   |                           |                               |                    |       |               |                      |

## Principales proyectos y debates
En la voz de dirigentes como Julio Cobos y Ricardo Gil Lavedra, el radicalismo criticó duramente el decreto de Mauricio Macri por el cual designa dos jueces "en comisión" en la Corte Suprema de Justicia, según algunos medios la UCR puso así su republicanismo como límite a la arbitrariedad del macrismo. Ante ello e vio obligado, entonces, a salir de su 'jubilación' política, según él mismo había anunciado, para intentar disciplinar a la tropa radical, para que acepte la designación vía decreto de jueces en la Corte Suprema.

### Retenciones móviles
El 16 de julio de 2008, en el debate de la propuesta de ratificación de la resolución 125, que establecía retenciones móviles a las exportaciones agrícolas, el senador Ernesto Sanz fue, según sus propias palabras, “el último representante de la oposición” que habló en el recinto. Inmediatamente inició su alocución, Sanz llamó al Vicepresidente Julio Cobos a que presidiera la sesión. Luego, a lo largo de su discurso, volvería a llamarlo en diversas oportunidades, hasta dirigirse directamente a él “de mendocino a mendocino”:

"Vuelvo a reclamar, con humildad, la presencia del señor vicepresidente de la Nación para presidir esta sesión. Tengo algunas cosas que en nombre de la oposición me gustaría decirle personalmente al señor vicepresidente de la Nación, atento a la enorme responsabilidad que entiendo puede llegar a tener en los próximos minutos, aquí, en el recinto de la Cámara de Senadores de la República Argentina. Entre las cosas que este debate ha puesto en valor, más allá de la cuestión técnica de las retenciones, está la de la discusión sobre el poder en la Argentina. En efecto, el debate sobre las retenciones no es más que la discusión sobre el poder en la República Argentina. Le voy a hablar al ingeniero Julio Cobos, aunque quien esté sentado en la Presidencia en este momento sea el doctor Juan Carlos Romero. Le voy a hablar al ingeniero Julio Cobos y espero que me esté escuchando. Soy el último opositor que habla en este Congreso, después de un mes de debate, de discusiones y en el que el Congreso se ha fortalecido y vigorizado. Yo creo que aunque esta no fue la intención original, bienvenida la decisión de que el Congreso de la Nación Argentina esté funcionando como lo está haciendo. A tal punto está funcionando, que hoy tengo toda la sensación de que el señor vicepresidente de la Nación va a tener que desempatar una votación que va a dividir a esta Cámara, mitad por mitad".

Consultado por el matutino mendocino Los Andes acerca del posible retorno de Cobos a la UCR, luego de su voto en el Senado, Sanz contestó: 

"'La UCR tiene un proyecto que es autónomo e independiente de Kirchner y ese proyecto es construir una alternativa política al oficialismo. Si la actitud de Cobos del jueves en la madrugada tiene que ver con una conducta habitual que va en el sentido de diferenciarse del kirchnerismo, bienvenido sea Cobos y habrá que revisar todo lo que haya que revisar dentro del radicalismo para que no haya ningún obstáculo para estar dentro de un mismo ámbito político. Ahora bien, si lo de Cobos fue una conducta puntual en un tema puntual, pero piensa seguir formando parte del Gobierno y a la vez construir una alternativa, no podemos compartir el mismo espacio. La palabra no la tiene la UCR. La palabra la tienen los radicales K y está en ellos definir de qué lado quieren estar. No se puede estar dentro del Gobierno y construir una alternativa a él'".

El 25 de julio de 2008, Ernesto Sanz brindó una conferencia de prensa en el Comité Provincial de la UCR de Mendoza, junto con el titular del Comité Nacional, el senador Gerardo Morales. En dicha conferencia ambos dirigentes dejaron en claro que no hubo ningún tipo de contacto con Julio Cobos ni con los concertadores. Votó en contra de la Asignación universal por hijo diciendo que la misma «se iba a ir por la canaleta del juego y la droga», lo cual en su momento generó un rechazo generalizado por amplios sectores sociales, culturales y académicos.

## Denuncias

### Denuncia por malversación de caudales públicos
Entre 2000 y 2001 bajo la intendencia de Sanz fueron beneficiadas múltiples empresas "fantasmas", entre ellas una empresa con 15 mil pesos de capital, que recibió 400 mil pesos de préstamo a pesar de tener más de 600 cheques rechazados y que estaba vinculada familiarmente al abogado de Sanz. Por esta causa fue denunciado por los delitos de violación de los deberes de funcionario público y malversación de caudales públicos.

### Otras
En 2007 un testigo en la causa de la efedrina acusó a Ernesto Sanz, de cobrar 200 mil euros de personas ligadas al tráfico de efedrina. Alberto Galbarini había denunciado que el senador recibió 200 mil euros en coimas para llevar a juicio político al juez Faggionato Marquez, mientras el juez investigaba una causa relacionada con las conexiones del diputado Francisco De Narváez mediante uno de sus celulares familiares con Mario Segovia, supuesto traficante de efedrina que apareció muerto ese año. Años más tarde fue citado a declaración testimonial en la Justicia federal para que aclare si cobró o no una coima de USD 200 mil para destituir al juez Federico Faggionato Márquez, en 2010, como denunció del detenido financista Ibar Pérez Corradi. El financista declaró ante Servini que Sanz había recibido "USD 200 mil" de Mario Segovia para "impulsar el juicio político" en el Consejo de la Magistratura del entonces juez federal de Zárate-Campana. En 2017 fue citado a declarar en Comodoro Py por supuestamente cobrar una coima para impulsar el juicio político a un exmagistrado.

### Denuncia ante el lnadi
En 2014 diferentes ONG Denunciaron a Ernesto Sanz (UCR) ante el INADI cuando declaró que los recursos de la AUH se estarían yendo «por la canaleta del juego y la droga», insinuando que los padres gastaban el dinero en dichos vicios en vez de alimentar a sus hijos.

## Distinciones
Premio Konex de Platino en la disciplina Legisladores por el Período 2008-2017.